# Ave de caça

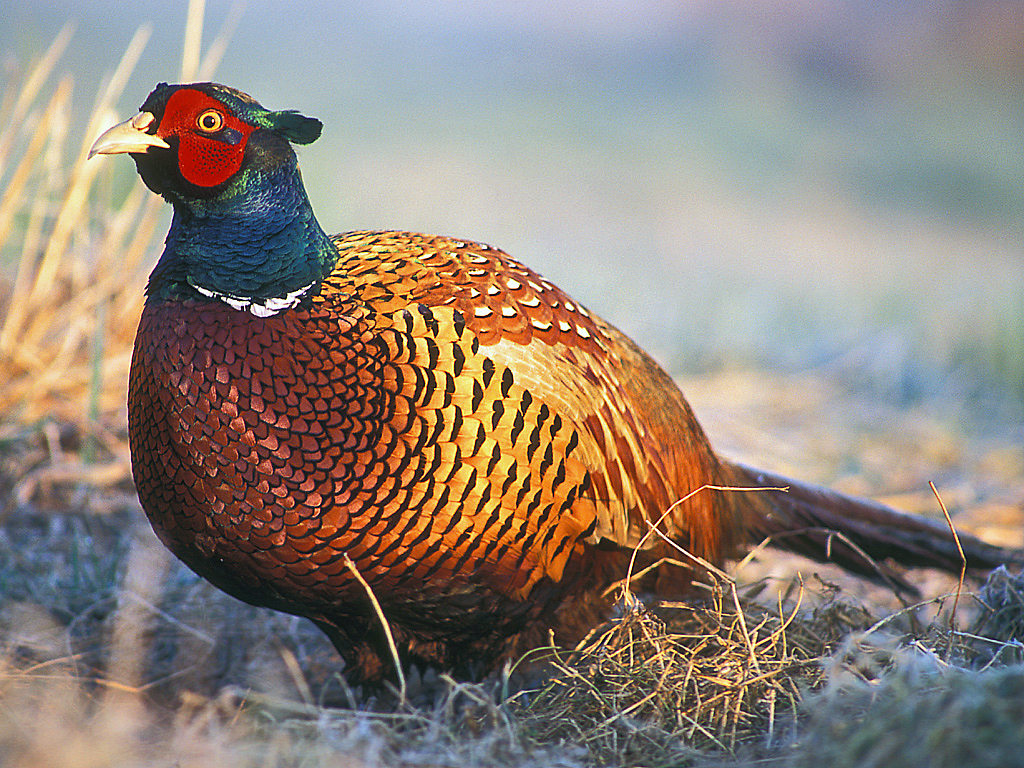
Faisão-comum, uma típica ave de caça

Ave de caça é uma ave cuja carne é usada na alimentação, e que é caçada ao invés de ser criada. Exemplos de aves de caça são os faisões, codornizes, perdizes e patos selvagens.